# Dor muscular tardia
A dor muscular tardia é um quadro álgico comumente associado à prática de exercícios físicos. É caracterizado por dores musculares que surgem por volta de oito horas após a realização da atividade física, evoluindo e alcançando o ápice entre vinte e quatro e quarenta e oito horas após o treino. A mialgia desaparece completamente entre cinco e sete dias depois da atividade, normalmente sem maiores prejuízos ao indivíduo.